# Юліус Бохнер
 Юліус Бохнер  (15 жовтня 1857 року, с. П'ядиківці (тепер  Кіцманського району Чернівецької області — пом. 20 серпня 1929 року, м. Чернівці) — архітектор, будівничий й автор багатьох монументальних споруд, як приватних, так і адміністративних, серед яких одне з перших місць посідає споруда Єврейського Народного Дому у Чернівцях.

## Біографія
Юліус Бохнер народився у 1857 році у родині Герша Бохнера та Ґусти, народженої Кон у с. П'ядиківці (тепер Кіцманського району, Чернівецької області).

Навчався на будівельному відділенні Чернівецької державної промислової школи.

У 1877 році, після закінчення навчання у промисловій школі, зайнявся архітектурною практикою.

Упродовж нетривалого часу (1885–1886 навчальний рік) був викладачем будівельних дисциплін у тій же Промисловій школі, у якій колись навчався.

Викладацька кар'єра не змогла переважити бажання розробляти проекти і зводити монументальні громадські споруди та приватні будинки.

В австрійський, і в румунський часи ім'я Юліуса Бохнера було на слуху у мешканців міста, оскільки його архітектурні проекти славилися не тільки у Чернівцях, а й далеко за межами Буковини.

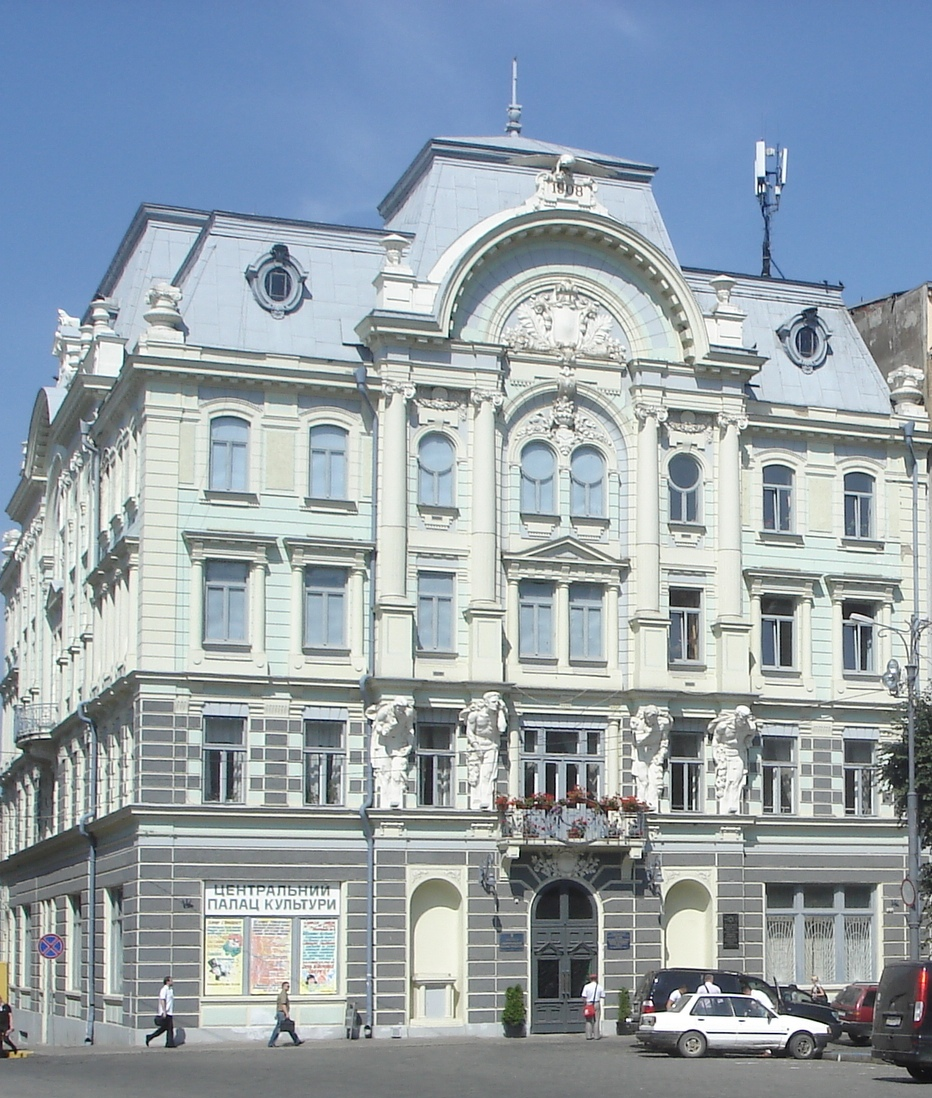
Єврейський Народний Дім у Чернівцях

У 1892 році праці Юліуса Бохнера у фотографіях та проектах експонувалися у львівській «Політехніці» поряд з працями відомих архітекторів: Вінцента Коритинського, Алоїса Ліопольда, Саломона Зальтера, Ервіна Мюллера та Карла Ромшторфера.

Юліус Бохнер був головою чернівецького архітектурного товариства. Все життя присвятив архітектурі та громадським справам. Не цурався громадської діяльності — багаторічний член Чернівецької міської (общинної) ради та член правління Чернівецької єврейської релігійної громади. 

Одружився у 1912 році, у досить зрілому віці, вже будучи цісарським радником та знаним архітектором, на Брані Байнер — доньці Маркуса Байнера та Берти, уродженої Діамант.

Юліус Бохнер помер 20 серпня 1929 року від ангіни. Похований у родинному склепі на єврейському цвинтарі у Чернівцях.